# P4 Sörmland
P4 Sörmland är Sveriges Radios lokalstation över Södermanlands län. Huvudredaktionen är belägen i Eskilstuna. Lokalredaktion finns i Nyköping. P4 Sörmland sänder lokala program måndag-fredag 06:00-17:45 samt nyheter och sport på helgerna. Nyheterna sänds på halvslag varje timme klockan 06:30-17:30 på vardagar och 08:30-13:30 på helger. Kanalen sänder också program på finska i P7 Sisuradio.
P4 Sörmlands frekvenser: 102,3 MHz södra Södermanland, 100,1 MHz i norra Södermanland, 96,9 MHz i Strängnäs, 98,3 MHz i Gnesta och Trosa 88,7 MHz.
Medarbetare på P4 Sörmland genom åren är bland andra Cecilia Uddén, Mathias Lindholm, Alice Petrén och Johan Ejeborg. Chef för SR Sörmland sedan 2013 är Pia Lille. Tidigare chefer bland andra Kent Nilsson, Sören Lundqvist, Lorentz Hedman, Yvonne Glenning och Marcella Simms.